# 皇家香港軍團（義勇軍）少年領袖團
皇家香港軍團（義勇軍）少年領袖團（英文：The Royal Hong Kong Regiment (The Volunteers) Junior Leader Corps，簡稱：RHKR(V) J-Corps）亦稱義勇軍少年團，是一支已經解散的香港青少年制服團體，於1970年成立，少年團教官由義勇軍成員出任，團員需要接受紀律、步操、急救、無線電通訊、槍械射擊、攀石游繩、拯溺、地圖閱讀及領袖訓練。透過紀律訓練、歷險活動及社會服務，使青少年得到鍛鍊個人體格、提高自信心、責任感、培養團體合作性、培養良好的人際關係和發展領導才能的機會。

## 編制
皇家香港軍團（義勇軍）少年領袖團由成立至解散前共招收約2,300名男隊員（無女隊員），分為兩中隊，每隊人數均為150人，第一中隊（J1 Squadron）及第二中隊（J2 Squadron）隊員年齡為14至18歲。

## 歷史

### 解散
1994年1月月底，皇家香港軍團（義勇軍）少年領袖團招收最後一期團。1995年9月3日，皇家香港軍團（義勇軍）少年領袖團隨同皇家香港軍團（義勇軍）解散。為了延續義勇軍少年團之精神，布務司署政策事務組於1992年12月，批准了成立香港少年領袖團，由以往附屬於政府機構轉為一個獨立慈善團體。少年團解散後，香港少年領袖團則正式於翌日取代其角色，繼續為香港青少年提供類似訓練。